# Saint-Mard-de-Réno
Saint-Mard-de-Réno é uma comuna francesa na região administrativa da Normandia, no departamento Orne. Estende-se por uma área de 18,74 km². Em 2010 a comuna tinha 431 habitantes (densidade: 23 hab./km²).